# TALK X TODAY
《TALK X TODAY》是韓國Big Hit娛樂公司旗下男子音樂團體TOMORROW X TOGETHER的第一個真人實境秀綜藝節目。是由TOMORROW X TOGETHER親自掌鏡拍攝出道前的日常紀錄節目，並由團員親自打上字幕。

## 節目簡介
《TALK X TODAY 第一季》主要為紀錄2019年1月初至3月出道前TOMORROW X TOGETHER的日常，內容包括個人VLOG、團體VLOG、練習花絮及與製作人Slow Rabbit在錄音室製作與準備出道迷你專輯《The Dream Chapter: STAR》的過程
《TALK X TODAY 第二季 》主要紀錄出道後在忙碌的日程過後的TOMORROW X TOGETHER成員們，享受閒暇時間的模樣。
《TALK X TODAY 第三季 》主要紀錄<The Dream Chapter: ETERNITY>回歸前後這段時間的日程，由TOMORROW X TOGETHER成員各自的拍攝帶出他們由練習、玩樂、休閒組成的繽紛日常面貌
《TALK X TODAY 第四季 》主要紀錄 <The Chaos Chapter> 回歸前後這段時間的日程，透過成員各自的拍攝帶出他們練習、玩樂、休閒時的日常，最後並拍攝了他們享受兩天一夜的休閒時間。
《TALK X TODAY 第五季 》主要紀錄 <minisode 2: Thursday's Child> 回歸前後這段時間的日程，透過成員各自的vlog呈現他們各自想分享給粉絲的日常體驗，最後依舊拍攝了他們享受度假的休閒時間。

## 演出成員
- YEONJUN
- SOOBIN
- BEOMGYU
- TAEHYUN
- HUENINGKAI

## 各季集數

### 第一季
第一季於2019年3月11日下午八點(韓國時間)至3月12日下午十點(韓國時間)，在V LIVE播出。
| 集數     | 播放日期      | 集數主要成員        | 內容 | 備註   |
| 1        | 2019年3月11日 | SOOBIN              | 1. 與BEOMGYU一同前往辣炒年糕店吃辣炒年糕 2. SOOBIN的To Do List ①SOOBIN的一天(feat.一個人玩) ②在寵物咖啡廳與狗玩耍 ③去書店看書 ④看晚場電影 3. 練習室練習 ①YEONJUN去練習室介紹團員們及團員們反過來介紹YEONJUN ②重新開始練習舞蹈 | [ 5 ]  |
| 2        | 2019年3月11日 | YEONJUN             | 1. 與HUENINGKAI一同前往漢江公園，展示玩S滑板，並教導HUENINGKAI玩S滑板 2. 與HUENINGKAI一同前往拉麵店一同吃拉麵 3. 一個人去愛寶樂園 ①玩遊樂設施Double Rock Spin ②買吉拿棒吃 ③買科基犬帽 ④去熊貓世界看熊貓 ⑤玩遊樂設施雲霄飛車 4. 練習室練習 ①與團員們一起練習出道曲〈어느날 머리에서 뿔이 자랐다(CROWN)〉的舞蹈 ②與團員們一起練習〈Blue Orangeade〉的舞蹈 | [ 6 ]  |
| 3        | 2019年3月11日 | BEOMGYU             | 1. 與YEONJUN一同去弘大購買服飾 2. 與YEONJUN一同前往麵包店吃巧克力牛角可頌、蒜蓉法式麵包及熱牛奶巧克力 3. 與YEONJUN買完服飾回到宿舍，公開宿舍衣物間，並介紹個人衣物 4. 一個人前往唱片行 ①第一次聆聽黑膠唱片 ②購買團員們喜歡的歌手CD送團員們 ③介紹錄音機 ④介紹打字機，並親自嘗試打出團名、團員們的名字及I Love You 5. 回到工作室 ①介紹工作室設備及樂器，提及從初學三年級到中學畢業，透過YouTube自學吉他 ②彈奏韓國歌手offonoff的Colde的〈Your Dog Loves You〉 ③述說開始作曲由來，並展示在美國培訓時與團員們一同錄製的自創曲 ④述說為團隊擔當作曲的團員 6. 練習室練習 ①與團員們一起練習出道曲〈어느날 머리에서 뿔이 자랐다(CROWN)〉舞蹈 ②與團員們一起邊吃披薩、焗烤義大利麵、雞柳條邊討論舞蹈部分 ③與團員們一起練習〈Blue Orangeade〉的舞蹈 | [ 7 ]  |
| 4        | 2019年3月11日 | TAEHYUN             | 1. 與BEOMGYU一起去學校參加開學典禮 2. 述說與BEOMGYU同為二年級，BEOMGYU因出道準備而晚入學 3. 與BEOMGYU一起放學後去遊戲廳玩 ①一起玩桌球遊樂器材打賭飲料 ②BEOMGYU玩夾娃娃機，夾到給HUENINGKAI的狗娃娃 ③一起玩水槍射擊遊樂器材 ④一起拍大頭貼 ⑤一起玩賽車遊樂器材 ⑥BEOMGYU玩打架遊樂器材 ⑦一起玩拳擊遊樂器材 4. 一個人前往益善洞 ①去遊戲廳，嘗試抓想送給HUENINGKAI的娃娃 ②因為手太冷，前往服飾攤位購買手套 ③前往韓屋甜點店，購買一杯草莓優格的首爾冰淇淋及奶油麵包，並坐在店內品嚐 5. 錄製出道曲〈어느날 머리에서 뿔이 자랐다(CROWN)〉前的練習 ①YEONJUN在工作室練習歌唱的模樣 ②BEOMGYU在練習室練習歌唱的模樣 ③HUENINGKAI在交誼廳練習歌唱的模樣 ④TAEHYUN展示出道曲歌名及在練習室練習歌唱的模樣 ⑤SOOBIN在交誼廳練習歌唱的模樣 6. 與製作人Slow Rabbit一起錄製出道曲〈어느날 머리에서 뿔이 자랐다(CROWN)〉 ①YEONJUN錄製Rap的部分的模樣 ②TAEHYUN錄製歌唱的部分的模樣 ③HUENINGKAI錄製歌唱的部分的模樣 ④BEOMGYU錄製歌唱的部分的模樣 ⑤SOOBIN錄製歌唱的部分的模樣 ⑥團體錄製歌唱的部分的模樣 | [ 8 ]  |
| 5        | 2019年3月11日 | HUENINGKAI          | 1. 與TAEHYUN一起放學後去南山塔 ①搭乘纜車到達南山塔 ②介紹遠處自己的學校里拉藝術高等學校 ③展示從南山塔拍的首爾全景 ④展示與TAEHYUN一起穿同樣的鞋子但不同色 ⑤購買紀念鎖及兔子帽，在紀念鎖上寫了字，並掛在椅子扶手上 「SOOBIN，YEONJUN，BEOMGYU，TAEHYUN，HUENINGKAI TOMORROW X TOGETHER 永遠一起！！！」 ⑥一起吃魚餅 2. 一個人於放學後前往水族館 ①拿地圖後，尋找企鵝的位置 ②觀賞了小丑魚 ③觀賞了松鼠 ④到達水族館中名為韓國的庭院的地方，觀賞了錦鯉及庭院模型 ⑤觀賞了燈籠造型水族箱裡的魚 ⑥觀賞了公共電話造型水族箱內的魚 ⑦觀賞了被稱為醫生魚的裂唇魚 ⑧觀賞了食人魚 ⑨觀賞了電鰻 ⑩觀賞了水瀨，述說最喜歡水瀨、企鵝 ⑪觀賞了鯊魚及魟魚 ⑫到達海底隧道再次觀賞了鯊魚及魟魚 ⑬到達企鵝館，看到最想看的企鵝 ⑭最後到達紀念品商店，購買了海豚娃娃 3. 練習室練習 ①因臨近於拍攝MV，與團員們一起練習出道曲〈어느날 머리에서 뿔이 자랐다(CROWN)〉舞蹈直到深夜 ②與團員們一同觀看剛練習出道曲舞蹈所拍攝的影片，討論需修正處 ③再次練習出道曲最需要配合的舞蹈部分 ④YEONJUN說明因臨近於拍攝MV的前一天，詢問團員們明日拍攝第一支MV的感受，並各自說出自己的感受 ⑤再次開始練習出道曲〈어느날 머리에서 뿔이 자랐다(CROWN)〉舞蹈 4. 與團員們一同前往江原道正東津看日出，作為出道前最後一次旅行，並各自說出感受 | [ 9 ]  |
| Epilogue | 2019年3月12日 | TOMORROW X TOGETHER | 1. 團員們坐巴士一同前往江原道正東津看日出 ①決定團體口號「TOMORROW X TOGETHER 明天也要一起！」 ②到達目的地正東津的海邊 ③團員們一同在海邊玩耍，並一同看向空拍機 ④一起以海為背景拍攝自拍照 ⑤再用水瓶寫字玩耍的同時，日出升起 ⑥邊看日出各自說出感受及許願 ⑦BEOMGYU為了用水瓶寫出「TXT ♡」跟海打交道，並請YEONJUN拍下 ⑧BEOMGYU再次用水瓶寫字「TXT Forever ♡」、「TXT 明天也在一起 ♡」，並請YEONJUN拍下 ⑨一起喊團體口號「明天也要一起！」 ⑩團員們一同前往鴨子咖啡廳購買了巧克力脆片星冰樂、薄荷巧克力 ⑪買完飲料再次回到海邊玩沙 ⑫最後再次以海為背景一起拍下了自拍照，並在沙灘上寫下了「꿈의장 STAR TXT」，並看向空拍機一同揮手 | [ 10 ] |

### 第二季
第二季於2019年8月26日起每週下午九點(韓國時間)，在V LIVE、YouTube播出。

| 集數 | 播放日期      | 參與成員            | 內容 | 備註   |
| 1    | 2019年8月26日 | SOOBIN、BEOMGYU     | BEOMGYU帶著SOOBIN一起到運動遊樂場玩，兩個人體驗了各式的運動比賽，度過了開心又疲憊的一天                                                 | [ 12 ] |
| 2    | 2019年9月2日  | SOOBIN 、TAEHYUN    | SOOBIN 帶著TAEHYUN一起到VR體驗館玩，兩個人體驗了各種不同的VR遊戲，最後一起開心地去吃了自助大餐                                          | [ 13 ] |
| 3    | 2019年9月9日  | YEONJUN、TAEHYUN    | TAEHYUN帶著YEONJUN一起去保齡球館玩，兩個人進行了一場保齡球大賽，吃完中餐後，再輕鬆打了一局，最後改到遊樂場玩了一陣子後結束今天的日常    | [ 14 ] |
| 4    | 2019年9月16日 | YEONJUN、HUENINGKAI | YEONJUN帶著HUENINGKAI一起到水上樂園玩，兩個人玩了各式的水上活動，最後在一起到汗蒸房休息，吃了一點東西並按摩後，開始體驗各種溫度的汗蒸幕 | [ 15 ] |
| 5    | 2019年9月23日 | BEOMGYU、HUENINGKAI | HUENINGKAI帶著BEOMGYU一起到可以作畫的咖啡廳去，兩個簡單吃了點冰淇淋後開始認真作畫，離開之後還一起去吃了辣炒年糕度過開心的一天           | [ 16 ] |
| 6    | 2019年9月30日 | 全體                | 全體成員一起到 京畿道加平 的水上樂園玩，開心的嘗試了各種的水上遊樂設施，最後一起去吃了烤肉結束這次的旅程                                | [ 17 ] |
| 7    | 2019年10月7日 | 全體                | 全體成員一起到 京畿道加平 的水上樂園玩，開心的嘗試了各種的水上遊樂設施，最後一起去吃了烤肉結束這次的旅程                                | [ 18 ] |

### 第三季
第三季於2020年8月17日起每週下午九點(韓國時間)，在V LIVE、YouTube播出。
| 集數     | 播放日期      | 集數主要成員 | 內容 | 備註   |
| 1        | 2020年8月17日 | YEONJUN      | <The Dream Chapter: ETERNITY> 回歸前後活動的紀錄，以YEONJUN的VLOG為主，中間有一段全體一起在練習室練習的時間                                               | [ 19 ] |
| 2        | 2020年8月24日 | SOOBIN       | <The Dream Chapter: ETERNITY> 回歸前後活動的紀錄，以SOOBIN的VLOG為主，中間有一段全體一起在練習室練習&玩樂的日常                                           | [ 20 ] |
| 3        | 2020年8月31日 | TAEHYUN      | <The Dream Chapter: ETERNITY>回歸前後活動的紀錄，以TAEHYUN的VLOG為主，中間有一段全體一起在練習室練習舞蹈的時間                                            | [ 21 ] |
| 4        | 2020年9月7日  | HUENINGKAI   | <The Dream Chapter: ETERNITY> 回歸前後活動的紀錄，以HUENINGKAI的VLOG為主，中間有一段全體一起在休閒室玩樂和運動的時間                                      | [ 22 ] |
| 5        | 2020年9月14日 | BEOMGYU      | <The Dream Chapter: ETERNITY>回歸前後活動的紀錄，以BEOMGYU的VLOG為主，中間有一段分成YEONJUN、SOOBIN、BEOMGYU和TAEHYUN、HUENINGKAI兩組各自去吃飯的聊天日常 | [ 23 ] |
| 6        | 2020年9月21日 | 全體         | 全體成員一起到外面度過了一天的生活，一整天一起煮飯、玩遊戲、玩水、烤肉…等，度過了忙碌行程後的休閒時光                                                     | [ 24 ] |
| 7        | 2020年9月28日 | 全體         | 全體成員一起到外面度過了一天的生活，一整天一起煮飯、玩遊戲、玩水、烤肉…等，度過了忙碌行程後的休閒時光                                                     | [ 25 ] |
| Epilogue | 2020年10月5日 | 全體         | 成員們各自觀看了自己拍攝的VLOG那集並進行字幕添加，最後也各自分享了第一次拍攝VLOG及第三季完成的心得                                                        | [ 26 ] |

### 第四季
第四季於2021年8月30日起每週下午九點(韓國時間)，在V LIVE、YouTube播出。
| 集數 | 播放日期       | 集數主要成員 | 內容 | 備註   |
| 1    | 2021年8月30日  | HUENINGKAI   | <The Chaos Chapter>回歸前後活動的紀錄，以HUENINGKAI的VLOG為主，中間有一段全體一起吃飯聊天的生活(練習生時有趣的故事)                                                | [ 27 ] |
| 2    | 2021年9月6日   | TAEHYUN      | <The Chaos Chapter>回歸前後活動的紀錄，以TAEHYUN的VLOG為主，中間有一段全體一起休閒聊天的日常                                                                       | [ 28 ] |
| 3    | 2021年9月13日  | BEOMGYU      | <The Chaos Chapter>回歸前後活動的紀錄，以BEOMGYU的VLOG為主，中間有一段全體在練習室練習&玩樂的時間                                                                  | [ 29 ] |
| 4    | 2021年9月20日  | SOOBIN       | <The Chaos Chapter>回歸前後活動的紀錄，以SOOBIN的VLOG為主，中間有一段全體在練習室練習&玩樂的時間                                                                   | [ 30 ] |
| 5    | 2021年9月27日  | YEONJUN      | <The Chaos Chapter>回歸前後活動的紀錄，以YEONJUN的VLOG為主，中間有一段全體在練習室練習&玩樂的時間                                                                  | [ 31 ] |
| 6    | 2021年10月4日  | 全體         | 前半部是SOOBIN, TAEHYUN, BEOMGYU 三個人一起去拍照的活動行程，後半部是YEONJUN, HUENINGKAI一起看了恐怖電影，最後則有一段全家一起吃飯聊天的日常                       | [ 32 ] |
| 7    | 2021年10月11日 | 全體         | 前半部是SOOBIN, TAEHYUN, BEOMGYU三個人拍照結束後一起去練歌房唱歌，後半部是 YEONJUN, HUENINGKAI看完電影後一起去漢江打了羽毛球，最後有一段全體平時在練習室練習的日常 | [ 33 ] |
| 8    | 2021年10月18日 | 全體         | 全體成員一起到京畿道加平度假，一起度過了 兩天一夜的玩樂休閒生活 | [ 34 ] |
| 9    | 2021年10月25日 | 全體         | 全體成員一起到京畿道加平度假，一起度過了 兩天一夜的玩樂休閒生活 | [ 35 ] |
| 10   | 2021年11月1日  | 全體         | 全體成員一起到京畿道加平度假，一起度過了 兩天一夜的玩樂休閒生活 | [ 36 ] |

### 第五季
第五季於2022年8月29日起每週下午九點(韓國時間)，在YouTube播出。
| 集數 | 播放日期      | 集數主要成員 | 內容 | 備註   |
| 1    | 2022年8月29日 | YEONJUN      | <minisode 2: Thursday's Child>回歸後、到美國巡演前的日常紀錄，以YEONJUN的VLOG為主，YEONJUN前往漢江玩水上滑板，重新學習了水上滑板技術後開始了水上活動，玩得很開心並成功完成了各種水上技巧                                                                            | [ 37 ] |
| 2    | 2022年9月5日  | BEOMGYU      | <minisode 2: Thursday's Child>回歸後、到美國巡演前的日常紀錄，以BEOMGYU的VLOG為主，BEOMGYU前往露營場進行一天的露營，從自己升火開始了烤肉並吃了美味的一天，接著升起營火、聽著音樂享受露營的夜晚                                                                      | [ 38 ] |
| 3    | 2022年9月12日 | TAEHYUN      | <minisode 2: Thursday's Child>回歸後、到美國巡演前的日常紀錄，以TAEHYUN的VLOG為主，TAEHYUN前往拳擊館初次學習踢腿拳擊 | [ 39 ] |
| 4    | 2022年9月19日 | HUENINGKAI   | <minisode 2: Thursday's Child>回歸後、到美國巡演前的日常紀錄，以HUENINGKAI的VLOG為主，HUENINGKAI前往香水工坊製作香水，首先嘗試了各種香料的香味，最後製作了屬於自己的香水                                                                                            | [ 40 ] |
| 5    | 2022年9月26日 | SOOBIN       | <minisode 2: Thursday's Child>回歸後、到美國巡演前的日常紀錄，以SOOBIN的VLOG為主，SOOBIN前往素食烘焙店學做水果塔，總共做了兩款水果塔並分享給成員吃並給予評價 | [ 41 ] |
| 6    | 2022年10月3日 | 全體         | <minisode 2: Thursday's Child>回歸後，成員們決定再一次到加平度假，採買了晚餐食材後，原本預定玩水可惜天候不佳，因此享用午餐後待在屋內一起唱了KTV及玩桌遊，休息一陣子之後，原本預計開始進行晚餐的烤肉，因雨勢持續擴大，決定先安全地回到首爾，最後在宿舍進行了烤肉晚餐 | [ 42 ] |

## 外部連結
- TOMORROW X TOGETHER（页面存档备份，存于）的V LIVE頻道
- TOMORROW X TOGETHER（页面存档备份，存于）的YouTube頻道
- TOMORROW X TOGETHER （页面存档备份，存于）的Weverse頻道